# 佐藤玖光
佐藤 玖光（さとう くにみつ、1945年7月11日 - ）は、福岡県福岡市西区出身の元プロ野球選手（投手）。

## 来歴・人物

### 現役時代
中学生の時に本格的に野球を始める。九州工業高では2年生からエースとなる。1963年春季九州大会県予選北部決勝に進むが、嘉穂高に延長15回敗退。同年夏は県予選準々決勝で橋本孝志のいた博多工業高に惜敗、甲子園には届かなかった。
高校卒業後は社会人野球の丸井に入社するもチームが1年で解散し、翌年から林建設でプレーした。
1969年秋に入団テストに合格し、ドラフト外で西鉄ライオンズに入団。
1971年には25試合に登板、6月からは3試合に先発としても起用される。スリークォーターが基本だが、スライダー、カーブ、シンカー、シュートを武器に、横手、下手からの変則投法が特徴だった。
1973年には登板機会がなく、同年オフに太平洋を自由契約となる。その後テストを受け1974年に広島に移籍。同年限りで引退し、1975年から広島で球界初の打撃投手に転向となる。以後チームを裏から支え続け、1995年にセ・リーグから特別表彰を受けた。表彰から3年後の1998年10月に53歳で退団。
水島新司の漫画『あぶさん』に、佐藤の登場するエピソードがある。前述の特別表彰を受けた佐藤が、広島の投手時代にオープン戦で景浦安武と対戦し、本塁打を浴びたことを回想するという内容で、「俺の引退より景浦の引退の方が早い」と対抗意識を燃やすシーンがあるが、打撃投手を務めた最後の10年間は景浦より1番多い、「91」を背負っていた。

### 退団後
1999年4月から広島市中区薬研堀にて宮崎地鶏専門店「とりきん佐藤」を開業。その中で一番人気のメニューは「カレー鍋」で、カレーの出汁についてはこれまで何度か取材で質問されたが頑なに企業秘密で、「従業員にも教えていない」と佐藤は答えている。
2009年11月21日放送分の『あっぱれ!熟年ファイターズ』では2つ後輩の渡辺弘基とのよしみで「焼き鳥屋だけど鶏は入れない」「牛乳は入れない」「出汁を作った後にS&Bカレー粉を入れる」という点だけをカレー鍋の極意として明かしていた。

## 詳細情報

### 年度別投手成績
| 年 度    | 球 団    | 登 板 | 先 発 | 完 投 | 完 封 | 無 四 球 | 勝 利 | 敗 戦 | セ 丨 ブ | ホ 丨 ル ド | 勝 率 | 打 者 | 投 球 回 | 被 安 打 | 被 本 塁 打 | 与 四 球 | 敬 遠 | 与 死 球 | 奪 三 振 | 暴 投 | ボ 丨 ク | 失 点 | 自 責 点 | 防 御 率 | W H I P |
| -------- | -------- | ----- | ----- | ----- | ----- | -------- | ----- | ----- | -------- | ----------- | ----- | ----- | -------- | -------- | ----------- | -------- | ----- | -------- | -------- | ----- | -------- | ----- | -------- | -------- | ------- |
| 1970     | 西鉄     | 2     | 0     | 0     | 0     | 0        | 0     | 0     | --       | --          | ----  | 10    | 2.0      | 3        | 2           | 1        | 0     | 0        | 1        | 0     | 0        | 4     | 4        | 18.00    | 2.00    |
| 1971     | 西鉄     | 25    | 3     | 0     | 0     | 0        | 0     | 3     | --       | --          | .000  | 115   | 28.2     | 29       | 5           | 5        | 1     | 0        | 15       | 1     | 0        | 12    | 10       | 3.10     | 1.19    |
| 1972     | 西鉄     | 11    | 0     | 0     | 0     | 0        | 0     | 0     | --       | --          | ----  | 37    | 8.1      | 10       | 1           | 3        | 0     | 1        | 3        | 0     | 0        | 7     | 7        | 7.88     | 1.56    |
| 1974     | 広島     | 8     | 0     | 0     | 0     | 0        | 0     | 0     | 0        | --          | ----  | 15    | 2.2      | 3        | 2           | 3        | 0     | 1        | 0        | 0     | 0        | 2     | 2        | 6.00     | 2.25    |
| 通算:4年 | 通算:4年 | 46    | 3     | 0     | 0     | 0        | 0     | 3     | 0        | --          | .000  | 177   | 41.2     | 45       | 10          | 12       | 1     | 2        | 19       | 1     | 0        | 25    | 23       | 4.93     | 1.37    |

### 背番号
- 66（1970年 - 1973年）
- 39（1974年）
- 52（1975年 - 1977年）
- 65（1978年 - 1987年）
- 91（1988年 - 1998年）